# Андрофаги

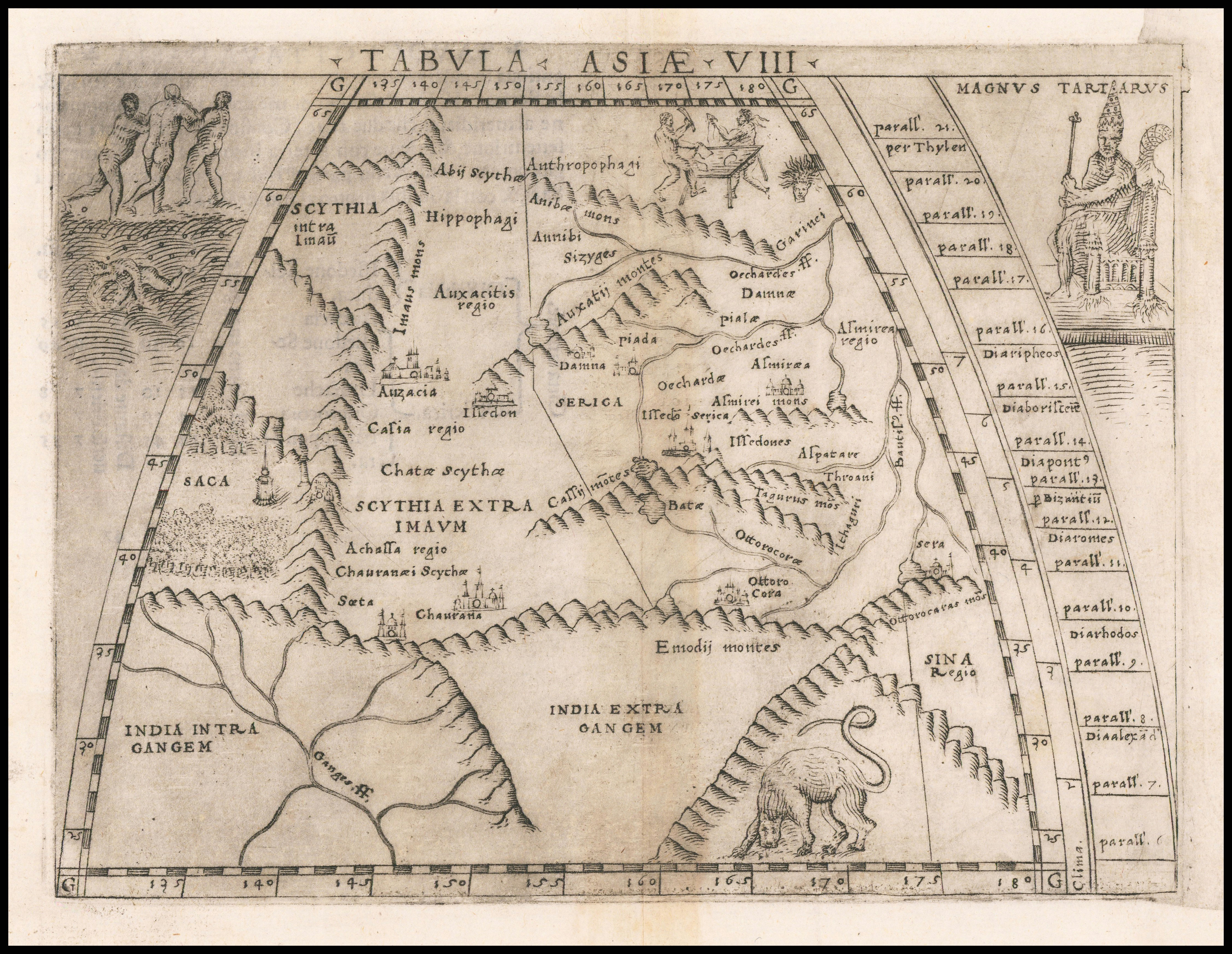
Джакомо Ґастальді. Мапа земель андрофаґів (антропофаґів) за «Географією» Птолемея. 1548

Андрофа́ги (дав.-гр. Ἀνδροφάγοι, Androfágoi, ἀνήρ (ἀνδρός) — людина, φάγος — поїдаючий) — буквально людожери, каннібали, за відомостями Геродота плем'я, яке мешкало на північ від Скіфії, ймовірно, в лісах витоку Дніпра (Борисфену). Мали або фіно-угорське (самоїди, мордва), слов'янське або германське походження.

## Загальні відомості
Назву свою андрофаги одержали, мабуть, через звичаї ритуального канібалізму. Дослідники припускають, що давні греки буквально переклали назву «самоядь», якою давньослов'янське населення Східної Європи позначало т. з. самодійські племена (чутки про них доходили до греків понад 2 тисячи років тому). Вели рухливий спосіб життя і одягалися, як і скіфи, але мова в них була інша. На захід від них мешкали неври, а на схід — меланхлени.
Геродот пише, що андрофаги мали найдикіші звичаї серед скіфів та їхніх сусідів, у них не було ні прав, ні законів. Це може означати, що вони були войовничими і не дотримувалися норм права тих часів, зокрема в торгівлі. Згадуються у зв'язку з походом перського царя Дарія I проти скіфів 514 або 513 року до нашої ери, коли вони відмовилися допомагати скіфам.
Пліній Старший писав пізніше у своїй Природничій історії, що одні і ті ж каннібали біля Скіфії носили скальпи чоловіків на грудях.
Андрофаги, яких ми вже раніше згадували, які мешкають в десяти днях поїздки від Борисфену, відповідно з обчисленням Ісігонуса Нікейського, мали звичку пити з людських черепів,  і розміщувати скальпи з волоссям, прикладеними до їх грудей.— Пліній Старший Природнича історія Книга 7, Глава 2
Факти людожерства засвідчені для багатьох первісних народів. Людожерство може обумовлюватися або через брак інших продуктів харчування, або через первісні ритуали та віру в передачу позитивних якостей м'яса вбитих на війні ворогів, чи померлих родичів (Геродот «Історія», книга III, 38, 99; книга IV, 26, книга І, 216). Свідчення існування людожерства спостерігаються у давньогрецьких міфах (Тантал, Атрей).
Археолічно андрофаги відповідають Дніпродвінській археологічній культурі, саме вона відповідає андрофагам по часу і території існування.
У VII ст. вірменський літопис «Ашхарацуйц» згадував схоже плем'я «антропофагів» (див. «Канібалізм») локалізованих у Сарматії Азійській.
Чеський вчений Вільгельм Томашек, на поч. XX ст. потлумачивши назву «андрофаги» у власних лекціях в Віденському університеті як грецький переклад іранської назви мордвинів — мардха-вар (від коренів «mard» — «людина», «xvar» — «пожирати»). Фіно-угорським народом андрофагів вважав також чеський науковець Любор Нідерле

## Свідчення з «Історії» Геродота
|  | Якщо перейти Борисфен, ідучи від моря, то спершу буде Гілея, а якщо йти ще вище, там живуть скіфи-землероби, яких елліни, що живуть уздовж річки Гіпанія, називають борисфенітами, а самих себе ті елліни називають ольвіополітами. Отже, ці скіфи-землероби живуть на сході на відстані трьох днів шляху, і до річки, що називається Пантікап, а на півночі на відстані, якщо пливти одинадцять днів, там джерела Борисфена. Далі країна, що над ними, це пустеля великих розмірів. За пустелею мешкають андрофаги, які є окремою народністю, яка не належить до скіфів. А далі за ними вже справжня пустеля і, наскільки я знаю, там нема іншого народу. |

(Історія. 4-а книга 18 уривок)
|  | Отже, від Тавріки на північ від таврів і на схід аж до моря живуть уже скіфи і ще в краях на сході від Кімерійського Боспору і від Маєтідського озера до річки Танаїсу, що вливається саме в це озеро. Отже, від Істру і далі на північ у глиб материка Скіфія обмежена спершу народом агатірсів, далі — народом неврів і після нього — андрофагів і, нарешті, — меланхлайнів. |

(Історія. 4-а книга 100 уривок)
|  | Скіфи порадилися між собою і вирішили, що вони самі не спроможні помірятися силами і прогнати Дарія і послали вісників до сусідніх народів. І царі цих народів уже збиралися і радилися між собою, розуміючи, що проти них виступило велике військо. Це були царі таврів і агатірсів, і неврів, і андрофагів, і меланхлайнів, і гелонів, і будинів, і савроматів. |

(Історія. 4-а книга 102 уривок)
|  | Андрофаги серед усіх людей мають найдикіші звичаї, в них нема ні прав, ні законів. Вони кочовики, одягаються, як і скіфи, але мова в них своя. |

(Історія. 4-а книга 106 уривок)
|  | Таке сповістили скіфи, а царі, які прибули до них із своїх країн, почали радитися і тоді їхні думки розділилися. Гелон, Будин і Савромат мали спільну думку і обіцяли допомогти скіфам. Проте Агатірс, Невр, Андрофаг і царі меланхлайнів і таврів дали скіфам таку відповідь: «Коли б це не ви перші образили персів і не ви перші почали війну проти них, ми сказали б, що справедливі ваші слова і те, що ви хочете тепер від нас, і ми охоче послухалися б вас і зробили б так, як і ви. Проте, тепер, коли ви вчинили напад на їхню країну без нас і поневолили персів, на скільки років завгодно було богові, і вони, бо їх підняв проти вас той самий бог, відплачують вам рівною мірою. Проте ми ні тоді не нападали на цих людей, ні тепер не хочемо завдавати їм шкоди. Але, коли вони виступлять проти нашої країни і перші розпочнуть ворожі дії, тоді і ми виступимо, щоб їх відкинути. Доки ми не будемо певні цього, ми залишатимемося спокійні, бо ми гадаємо, що перси не прийшли сюди, щоб напасти на нас, але на тих, які винні в кривді, що була їм вчинена». |

(Історія. 4-а книга 119 уривок)
|  | Швидко просуваючись із військом, скоро Дарій прибув до Скіфії, він натрапив там на обидві об'єднані частини скіфського війська, і почав їх переслідувати, а вони уникали зустрічі з ним, тримаючись від нього на відстані одного дня шляху. А скіфи, оскільки Дарій не переставав їх переслідувати, згідно прийнятим рішенням, відступали до країни тих, хто відмовився бути з ними в союзі, і спершу до країни меланхлайнів і збентежили їх. Ідучи далі, скіфи заманили персів до країни андрофагів і, розбурхавши і їх, прийшли до неврів, і стурбувавши їх, скіфи, відступаючи, підійшли до країни агатірсів. Проте агатірси, побачивши, як їхні сусіди тікають у безладді перед скіфами, ще перед тим як скіфи вдерлися до їхньої країни, послали вісника і заборонили їм уступати в їхню країну і попередили їх, коли скіфи спробують удертися, то наштовхнуться насамперед на їхній опір. Таке попередження послали їм агатірси і поспішили до своїх кордонів, вирішивши відбити напад загарбників. А меланхлайни, і андрофаги, і неври, щойно вдерлися до їхньої країни перси із скіфами, навіть не спробували відбити їх, але, забувши про свої загрози, повтікали в безладді на північ із своїх країв, у пустелю. Скіфи не наважилися увійти в країну агатірсів з огляду на те, що їм це було заборонено, але, відходячи з країни неврів, завели персів до своєї країни. |

(Історія. 4-а книга 125 уривок)